# Ante Mašić
Ante Mašić, né le 18 octobre 1985, à Tomislavgrad, en République socialiste de Bosnie-Herzégovine, est un joueur bosnien de basket-ball. Il évolue au poste d'ailier. 